# Airgegas
Airgegas is een bestuurslaag in het regentschap Bangka Selatan van de provincie Bangka-Belitung, Indonesië. Airgegas telt 4316 inwoners (volkstelling 2010).